# Цвид Антоніна Петрівна

## Життєпис
Антоніна Петрівна Цвід (народилася 1 квітня 1956 року в селі Малий Самбір, Конотопського району, на Сумщині) — українська письменниця. Член Національної спілки письменників України (1989). Член Правління НСПУ. Лауреат Всеукраїнської літературної премії імені Олександра Олеся.
Цвід Антонія Петрівна (ще друкується як Антоніна Цвид і Антонія Цвіт) — поетеса, прозаїк, есеїст, перекладач. Народилася 1 квітня 1956 р. в с. Малий Самбір Конотопського району Сумської області. Перші три роки життя провела на батьковій материзні в с. Голядин Шацького району Волинської області.
Закінчила Конотопський будівельний технікум (1976), Київський національний університет імені Тараса Шевченка, факультет журналістики (1984), Вищі літературні курси при Літературному інституті імені М. Горького в Москві (1992).
Працювала редактором видавництв, журналів та газет Києва. Працювала редактором і головним редактором у київських видавництваж «Дніпро», «Радянський письменник», «Хрещатик», заступником голови ГО «Сумське земляцтво у м. Києві».
Автор понад двох десятків книг поезій. Перекладає зі слов'янських та німецької мов. Окремі її твори перекладені англійською, болгарською, німецькою, польською та іншими мовами.
Спільно з композиторами створено ряд пісень.
Вибрані твори увійшли до багатьох зарубіжних антологій, зокрема «Перли лірики європейської» (Варшава).
Антонія Цвід знана як засновник сучасної філософсько-еротичної лірики. Громадянська лірика поетеси — високо патріотична, філософськи осмислена.
Роман-трилогія «Возлюбленик муз і грацій», експериментальний перформанс — новий етап в творчості письменниці.
Про письменницю створено телефільми, зокрема: «Так і живемо» та «Обертальний хрест».

## Твори
- «Проспект любові» (1985)[2]
- «Зоря на два голоси: поезії» (1990).
- «Благовіст крізь відьмацький регіт» (1992)[3]
- "Гріховна таїна: філософсько-еротичні поезії (1998).
- «Графіті небесних амфор» (2015)[4],
- «Возлюбленик муз і грацій»[5]
- поетична збірка-трикнижжя «МІЖ ДВОХ РАПІР» (2017).
- трилогія «КОХАНІ ЖІНКИ ТАРАСА ШЕВЧЕНКА» (2017).

## Тексти творів
Тексти філософсько-еротичної лірики Антоніни Цвид на сайті любовно-інтимної лірики «Дотик словом»: http://dotyk.in.ua/cvyd.htm

## Аудіозаписи творів
- Антоніна Цвид. «Там, за стіною»: https://www.youtube.com/watch?v=aQmQFRSONQU

## Громадська діяльність
Член Національної спілки письменників України з 1989 року. Член Правління Київської організації НСПУ, а також — Правління Київської організації Всеукраїнського товариства «Просвіта» імені Т. Шевченка.
Член Світової асоціації «Poetas del Mundo».
Учасниця багатьох зарубіжних літературних симпозіумів в Європі, організатор «Днів української поезії в Берліні».
Її імпрези відбувалися в Києві, Варшаві, Берліні, Тбілісі, Москві, Мінську, Франкфурті-на-Майні, Владивостоці та на Камчатці.
Член Ради ГО «Сумське земляцтво в м. Києві».
Член журі першого Міжнародного фестивалю культури «Гребінчині вечорниці»(2017).
Член Журі Всеукраїнської. Літературної премії ім. Ол. ОЛЕСЯ і літературної премії НСПУ «Благовіст».

## Нагороди і відзнаки
Лауреатка: німецько-французької літературної премії ім. Антуана де Сент Екзюпері(2020), Міжнародної літературно-мистецької премії ім. Григорія Сковороди (2018), Міжнародної літературно–мистецької премії ім. М. Гоголя «Тріумф» (2018), Всеукраїнської літературної премії ім. Ол. Олеся (2006), літературної премії НСПУ «Благовіст» (2014), премії ІрпіньФесту «Літературний Олімп» (2017), літературної премії ім. К. Мандрик-Куйбіди (2017).
Володарка Ґран-прі Всеукраїнського конкурсу сценаріїв синтетичних вистав за власною поемою «Корона Євпраксії» (1997, Міністерство культури України);
Володарка Ґран-прі Міжнародного конкурсу «Тарас Шевченко єднає народи» (за роман-трилогію «Возлюбленик муз і грацій» (2019).
Номінант на Національну премію України ім. Тараса Шевченка 2017 і 2018 рр. (поетична збірка «Графіті небесних амфор»; роман-трилогія «Возлюбленик муз і грацій. Кохані жінки Тараса Шевченка»).
2021,7 листопада(№ 2038) — Почесна грамота Київського міського голови